# 索命黃道帶
是一部2007年的美國推理驚悚片，由大衛·芬奇執導，傑克·吉倫荷、马克·鲁法洛、小勞勃·道尼等主演，改編自罗伯特·格雷史密斯於1986年的真實罪行書本《Zodiac》，派拉蒙影業、華納兄弟共同發行。敘述1960年代在舊金山灣區出沒犯案、美國史上惡名昭彰的連續殺人狂─黃道帶殺手，不斷去函向警方挑釁，並在犯案前後都會寫信給媒體，附上一份密碼，告知媒體殺人動機以及接下來即將犯下的案件。在媒體的大量炒作下，這位殺手不僅成為家喻戶曉的人物，也成為許多犯罪者競相模仿的目標，他漫無目的地殺人，玩弄警方於股掌之間，成為老百姓最大的惡夢。直到目前為止他的身分仍然成謎，真凶依舊逍遥法外，此案也成舊金山最有名的懸案。

## 概述
导演大卫·芬奇、編劇詹姆斯·范德比爾特、製片布拉德·費舍爾耗費18個月對本案做調查和收集相關資料。在拍攝之時，芬奇使用Thomson Viper數位攝影機拍攝本片。與大眾的認知相反的是，《索命黃道帶》並非全部以數位化拍攝，也有使用傳統高速攝影拍攝慢動作的謀殺畫面。雖然輿論對本片的評價不錯，但是並未在北美票房獲得壓倒性的勝利，只賺了3千3百萬美金。然而，在世界上其它地方的票房較佳，賺得5千1百萬美金，使總票房到8千4百萬美金。而其预算为6千5百万美金。

## 剧情
故事开始于1969年7月4日的旧金山湾区。在这一天，黄道十二宫杀手（下简称杀手）进行了他的第二次谋杀作案。在这次谋杀中，Darlene Ferrin (席亚·拉休斯饰)与他的情人Mike Mageau (李·诺里斯饰)在一人煙稀少的幽暗小徑遭到枪击，Mageau侥幸存活，而Ferrin却受伤而死。
一个月后，一封据称来自杀手的信件被寄到《旧金山纪事报》。Paul Avery（小罗伯特·唐尼饰）是该报的一个专门报道社會新闻的记者，Robert Graysmith（杰克·吉林哈尔饰）是一个在那里工作的政治漫画家。杀手在这封信件中嘲笑了警方，并附上了一份神秘的密码。漫画家Graysmith立即将此事报告给编辑Avery，然而Avery并没有严肃地看待这个事件，而Graysmith所提供的神秘密码信件最终被排除在这个案件的最初细节里。特别的是，他绘制了可能包含隐藏資訊的加密代码。当他破解了一些代码字符并得以猜测出杀手的部分資訊之时，Avery也开始与他分享一些他所得到的情报。两人在酒吧里一起喝酒之时开始互相交流讨论这些神秘的密码字母。
杀手再次开始行动。他这次行刺了Bryan Hartnell（帕特里克·斯科特·刘易斯饰）与Cecelia Shepard (佩尔·詹姆斯饰)。Shepard被刺死，而Hartnell侥幸活了过来。不久之后，一名旧金山出租车司机也被枪击杀害。一名旧金山警方侦探Dave Toschi (马克·鲁法洛饰)和他的同事Bill Armstrong (安东尼·爱德华兹饰) 被要求调查这起案件，他们同时也与其他侦探联系，例如Jack Mulanax (伊莱亚斯·科泰斯饰)和Ken Narlow (多纳尔·罗格饰)。在同一时刻，杀手，或者说是自称杀手的神秘的人，继续用玩弄着当局，这个神秘的人在当地一个有名望的律师Melvin Belli (布萊恩·考克斯饰)的一次电视节目中使用电话进行恐吓。Avery和 Graysmith此时组成联盟，联手深入调查这起案件。
在1971年，Toschi、Armstrong和Mulanax审问了这起案件的嫌疑犯之一，Arthur Leigh Allen（約翰·卡羅·林區饰）。一个专门研究手写字迹的专家（菲利普·贝克·霍尔饰）根据那段密码的字迹，坚持认为Allen与神秘密码无关。Avery此时收到了一封死亡威胁信件，在经历过这封信件之后，他逐渐变为一个妄想狂，并沉浸在毒品与酒色之中。他甚至还将資訊透露给了与此事无关的其他警察，他的行为迅速惹怒了Toschi和Armstrong。
1975年，Avery离开了《旧金山纪事报》。Armstrong也退出了谋杀案调查部门，而Toschi因为涉嫌伪造凶手的那段神秘密码而被降级。Graysmith孤自一人继续着他的深入调查，并采访了当时的目击者和那些卷入这起案件的警探。这起案件烟云未散，他突然接到一个匿名电话，电话中没有说话声音，只有人重重呼吸的声音。而他记得，在Ferrin被谋杀的那天，也有人将相同类型的电话打给了被害者的家人。Graysmith过于深入调查案件而荒废了生活，不僅失去了工作，他的妻子(克洛伊·塞维尼饰)也深怕被兇手盯上而带着孩子離開他。
Graysmith持续地就谋杀事件联系Toschi，然后偶然间问到了一个退伍老侦探关于这起案件的回忆。Toschi拒绝透露相关資訊，却提供了一些其它发生谋杀事件的地区的当地警察的联系方式。这个漫画家随后通过这些联系方式得到了更多关于谋杀案的資訊，資訊似乎显示这个叫Allen的人与杀手有直接关系。虽然Graysmith认为已经有了确凿的证据，然而他缺少一些更有权威的证据，例如指纹和手写痕迹，缺少这些关键证据意味着这些罪行指控不能成立，Allen與殺手仍舊逍遥法外。
在1983年12月的一天，距离第一次谋杀整整14年后，Graysmith在一个五金器具商店撞见了Allen，此时Allen已经被雇为一个商店收银员。Allen问他是否需要帮助，Graysmith立刻回答「不」。他们互相盯着对方许久，然後Graysmith就离开了商店。
8年后的1991年，当年在谋杀案中幸存的Mageau (此时变为吉米·辛普森饰)在警察局的资料库里指认出了Allen的脸面照片。这使得Allen又成为了最可疑的嫌疑人。
最终，Allen在警察进一步调查他之前的1992年去世。十年后的2002年的一次DNA检测表明，Allen的DNA和从那段神秘密码中提取出来的杀手DNA样本並不符合。

## 演员
- 傑克·吉倫荷（Jake Gyllenhaal）饰 罗伯特·格雷史密斯（Robert Graysmith）
- 马克·鲁法洛（Mark Ruffalo）饰 旧金山警察局督查大卫·托斯奇（英语：Dave Toschi）（David Toschi）
- 小罗伯特·唐尼（Robert Downey, Jr.）饰 保罗·艾利（Paul Avery）
- 安東尼·愛德華（Anthony Edwards）饰 旧金山警察局督查威廉·阿姆斯特朗（William Armstrong）
- 布萊恩·考克斯（Brian Cox）饰 Melvin Belli（英语：Melvin Belli）
- 約翰·卡羅·林區（John Carroll Lynch）饰 亚瑟·雷·艾伦（Arthur Leigh Allen）
- 克洛伊·塞维尼（Chloë Sevigny）饰 Melanie Graysmith
- 伊莱亚斯·科泰斯（Elias Koteas）饰 Sgt. Jack Mulanax
- 德莫特·马尔罗尼（Dermot Mulroney）饰 Captain Marty Lee
- 多纳尔·罗格（Donal Logue）饰 Ken Narlow
- 约翰·格兹（John Getz）饰 Templeton Peck
- 约翰·特里（John Terry）饰 Charles Thieriot
- 菲利普·贝克·霍尔（Philip Baker Hall）饰 Sherwood Morrill
- 亚当·戈德堡（Adam Goldberg）饰 Duffy Jennings
- 扎克·格雷尼尔（Zach Grenier）饰 Mel Nicolai
- 席亚·拉休斯（Ciara Hughes）饰 Darlene Ferrin
- 李·诺里斯（Lee Norris）饰 young Michael Mageau
- 吉米·辛普森（Jimmi Simpson）饰 Michael Mageau
- 佩尔·詹姆斯（Pell James）饰 Cecelia Shepard
- 帕特里克·斯科特·刘易斯（Patrick Scott Lewis）饰 Bryan Hartnell
- 詹姆斯·勒格罗（James LeGros）饰 Officer George Bawart
- 查尔斯·弗莱舍（Charles Fleischer）饰 Bob Vaughn
- 克里·杜瓦尔（Clea DuVall）饰 Linda del Buono

## 制作

### 特效
數字王國（Digital Domain）处理了电影的大部分特效镜头，大约200多个， 其中包括被血污染的水池和犯罪现场遗留的带血指纹。并为在Berryessa湖发生的Cecelia Shepard谋杀案在后期制作时加入血液渗流效果和衣物上的污迹。大卫·芬奇不希望采用带血液射击的实际效果，因为每次这类镜头的拍摄，事后需要花费很长的时间来清理拍摄现场的污迹。所以连环谋杀案中的血液效果都是由CG来完成。
CG技术还被用于还原旧金山与华盛顿州附近，以及出租车司机Paul Stine被杀的樱桃街等场景。由于该地区许多年以来已经发生了很大的变化，且当地居民不希望拍摄时将谋杀案放在他们社区重现，因此芬奇在蓝幕中拍摄这六分钟的片段。美工设计师Donald Burt将这个十字路口1969年时期的细节图片交给虚拟效果团队。每一个可能的角度都被用高分辨率相机拍摄下来，帮助视觉效果组人员来构建带有那个时期质感外墙房屋建筑的计算机几何模型。3-D古董警用摩托、警车、一台救火车被添加进最终的镜头中。
影片在旧金山湾区的布景由Matte World Digital搭建。旧金山海滨Vallejo烟花满布夜空的直升机镜头拍摄、旧金山海滨以及出租车穿过旧金山的场景都是CG特效，被做成从金门大桥桥塔上向下俯视状。

### 原声带
最初，芬奇设想电影的原声带音乐将由40个跨越将近30年时间讲述十二宫谋杀案故事的古典音乐音轨组成。

## 票房
2007年3月2日，在2362家剧院上映，首日总共获利1330万美元，在它的首映周，它就以每个影院平均5671美元的成绩夺得了第二名的好成绩。这部电影很容易就被同胞电影《Wild Hogs》所打败，第二周的跌幅超过50% ，打破了《斯巴达三百勇士》的纪录。

它在北美的票房达到3300万美元，在世界其他地方的票房达到5100万美元，目前全球票房的总和达到8400万美元，高于其估计的耗资生产预算7500万元。在接受《视觉和声音》杂志的采访时，芬奇在解说北美票房电影的灾难时说，“即使这部电影的票房已经很高，我仍然认为这是一个有观众观看的电影。 每个人都有关于市场营销的不同想法，但我的理念是，如果市场想向一个16岁的男孩推销电影，而且不提供《电锯惊魂》、《七宗罪》的话，他们将用最大的声音说，‘这一部烂片。’同时，我将和这些观众说再见，那些因为看到广告说‘我不想看到恐怖电影和恐怖影片’的人。”

## 評價
根據爛蕃茄上收集的239篇專業影評文章，其中214篇給出了「新鮮」的正面評價，「新鮮度」為90%，平均得分7.7分（滿分10分），而基於另一影評網站Metacritic上的40篇評論文章，其中35篇予以好評，5篇差評，0篇褒貶不一，平均分為78分（滿分100）。據CinemaScore的調查，觀眾的評價在A+至F間落於「B-」。
2023年，爛番茄滿25週年特別專題中，本片在該站名列「影評家選出過去25年的最佳電影」排行榜第20名。

## 奖项
詹姆斯·范德比尔特被美国作家协会，芝加哥影评人协会及卫星奖提名为最佳改编剧。

## 外部連結
- （英文）索命黃道帶官方網站
- （繁體中文）索命黃道帶 Zodiac -- @movies【開眼電影】 @movies （页面存档备份，存于）
- 互联网电影数据库（IMDb）上《索命黃道帶》的资料（英文）
- AllMovie上《索命黃道帶》的资料（英文）
- 爛番茄上《索命黃道帶》的資料（英文）
- Metacritic上《索命黃道帶》的資料（英文）
- Box Office Mojo上《索命黃道帶》的資料（英文）